# 派珀PA-42
派珀PA-42夏延（Piper PA-42 Cheyenne）是派珀飞机公司制造的涡桨双发轻型飞机。是早期PA-31纳瓦霍双发活塞飞机的涡桨版PA-31T夏延I/II的改进版。

## 历史

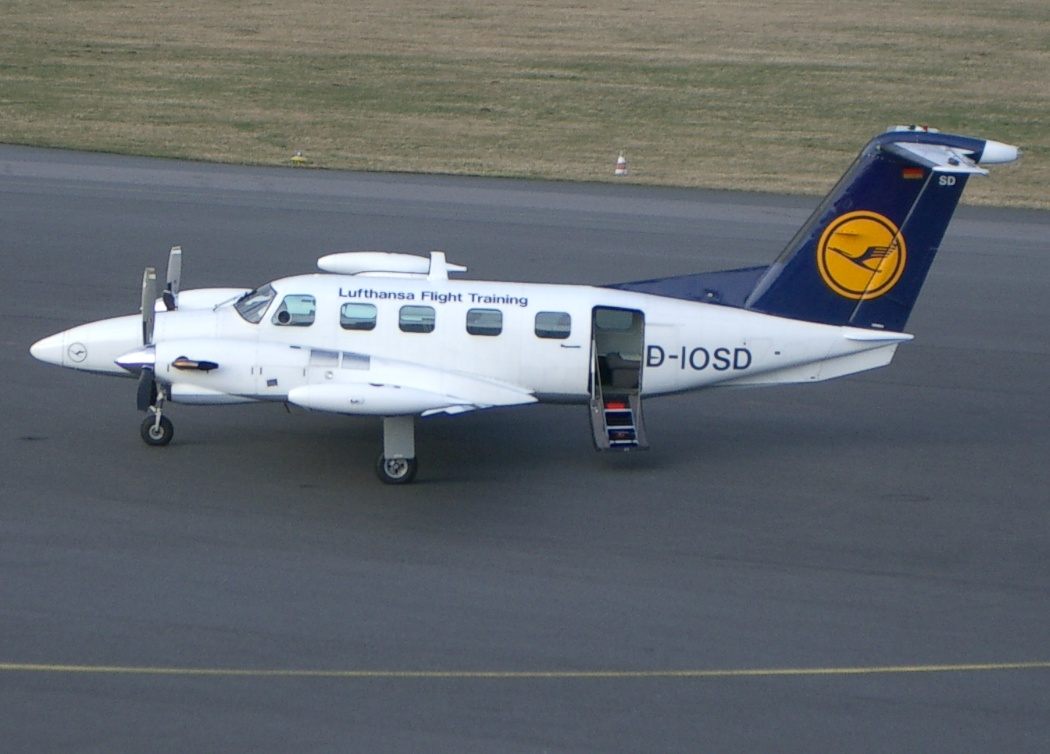
汉莎的夏延III

1969年基于PA-31纳瓦霍双发活塞飞机的涡桨版的夏延原型机PA-31T-620首飞，使用两台620马力普惠PT6 A-28涡桨发动机。1972年5月3日获得试航证书。1974年-1977年机型还没采用罗马数字后缀。由于纵向稳定难以符合适航标准，夏延与后续的夏延II安装了增稳系统 (SAS), 包括自动推杆器系统(由飞机迎角传感器调节)用于向飞行员提供适当的杆力梯度；通过微调空速在大负载、大功率、低俗、高攻角时控制飞行姿态。
1978年，开始生产夏延I (PA-31T-1-500)，使用低成本入门级PT6A-11发动机。由于推力降低，改型飞机没有使用增稳系统。夏延IA (PA-31T-1A-500)于1983年5月认证，生产至1985年，采用多项设计改进：重新设计的整流罩增大了流经发动机的气流；螺旋桨更接近发动机使得进气口能更大恢复高速冲压空气；流线型尾喷口产生更大的喷气推力并使发动机短舱余烬累积最小；这些改进提高了涡轮间温度(ITT)上限。其他改进还有自动点火系统，启动器自动脱离以简化启动过程，更大的风挡玻璃。
1978年，也开始生产夏延II (PA-31T-2-620)。加长版的夏延IIXL (PA-31T-2-620XL)，机身增长2英尺，1981年2月认证，生产至1984年，也没有使用增稳系统。

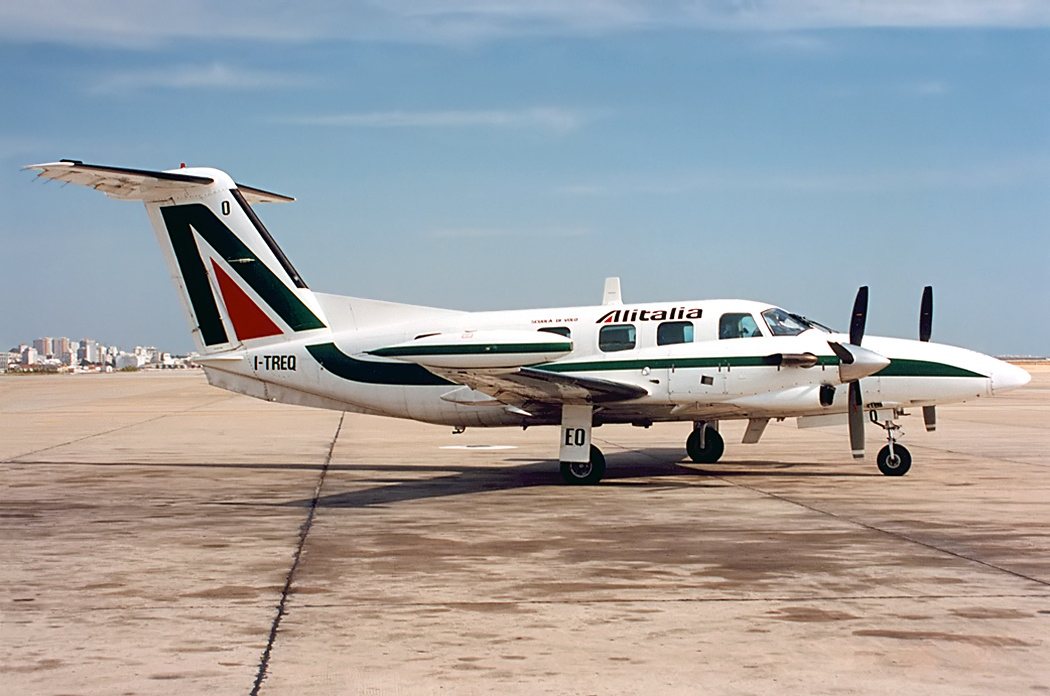
意大利航空夏延IIIA

1977年9月发布了夏延III（PA-42-720）计划。 1979年5月18日首飞。1980年初通过FAA适航认证。比夏延II增长了1英尺。使用537 kW (720-shp)的PT6A-41涡桨发动机、T垂尾（这是与夏延I/II最显著的外观区别）。1980年6月30日开始交付。装备除冰装置, Q-tip桨叶，更强有力的250-安培-小时 启动发动机与6.3 psi 压力系统，右发动机桨叶气流后备紧急系统。夏延IA的几项重要改进也用于夏延III。包括增稳系统，重设计的尾喷口，重设计的进气口，燃油冷却外部进气口代替了发动机内进气冷却。
生产了88架夏延III后，1983年3月夏延IIIA获得FAA证书。该型号使用720马力PT6A-61发动机，300 安培启动发动机. 改进了空调系统、失速系统、增加了客舱净空、更可靠的燃油控制单元。
PA-42-720R装备了PT6A-61发动机。

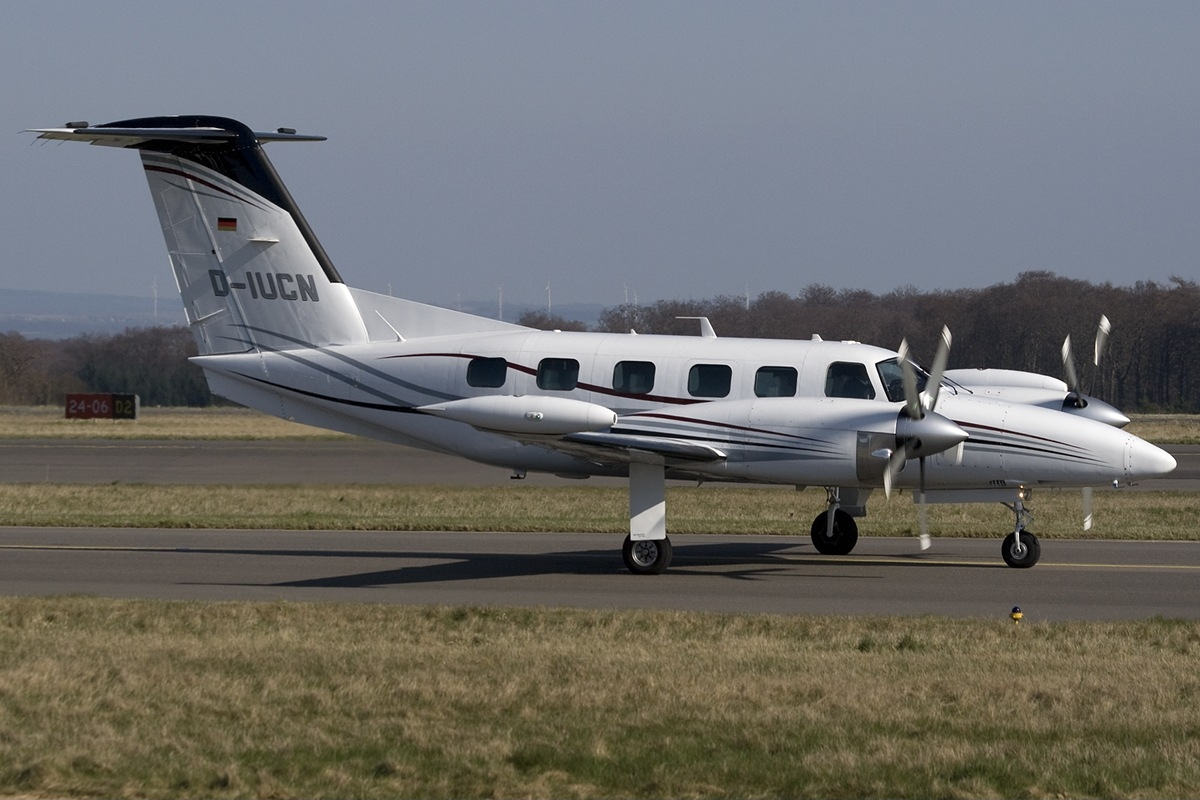
夏延400

1984年认证的夏延IV（PA-42-1000），至1991年生产了44架，2018年仍有37架在役。由于速度超过400 mph，更名为夏延400LS。使用1,000 shp（750 kW） 加雷特TPE-331发动机，四叶螺旋桨。

## 规格

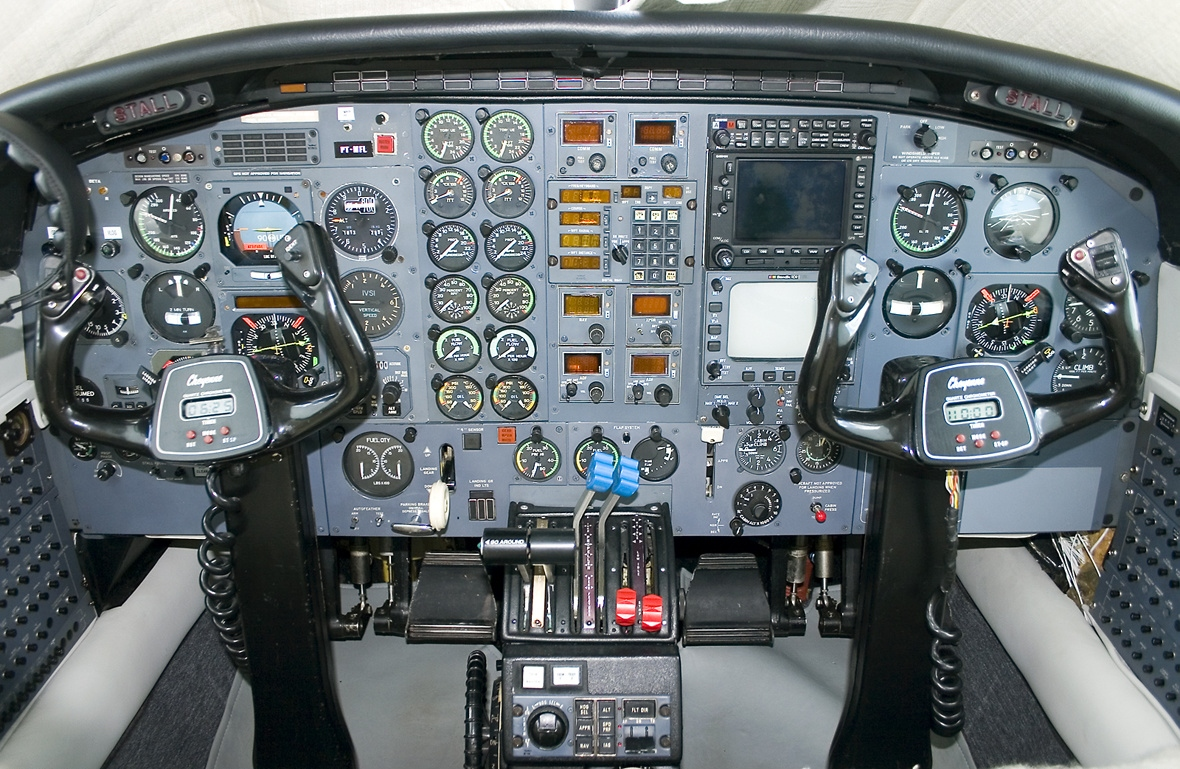
驾驶舱

| 型号       | III (PA-42)                            | IIIA (PA-42-720)                       | 400 (PA-42-1000)                       |
| ---------- | -------------------------------------- | -------------------------------------- | -------------------------------------- |
| 机组       | 1-2                                    | 1-2                                    | 1-2                                    |
| 载客       | 6-9                                    | 6-9                                    | 6-9                                    |
| 长度       | 43ft 5in / 13.2m                       | 43ft 5in / 13.2m                       | 43ft 5in / 13.2m                       |
| 宽度       | 47ft 8in / 14.5m                       | 47ft 8in / 14.5m                       | 47ft 8in / 14.5m                       |
| 高度       | 14ft 9in / 4.5m                        | 14ft 9in / 4.5m                        | 17ft 0in / 5.18m                       |
| 机翼面积   | 293sq ft / 27.2m²                      | 293sq ft / 27.2m²                      | 293sq ft / 27.2m²                      |
| 客舱 W × H | 4.25乘4.33英寸（108乘110 mm）          | 4.25乘4.33英寸（108乘110 mm）          | 4.25乘4.33英寸（108乘110 mm）          |
| MTOW       | 11,080lb / 5,026kg                     | 11,200磅（5,080）                      | 12,050磅（5,466）                      |
| OEW        | 6,389lb / 2,898kg                      | 6,837磅（3,101）                       | 7,565磅（3,431）                       |
| 燃油       | 562 US gal（2,130 l） 3,752磅（1,702） | 562 US gal（2,130 l） 3,752磅（1,702） | 582 US gal（2,200 l） 3,819磅（1,732） |
| 2× 涡桨    | P&WC PT6A-41                           | P&WC PT6A-61                           | Garrett TPE331-14                      |
| 单台动力   | 720 hp（537 kW）                       | 720 hp（537 kW）                       | 1,000 hp（746 kW）                     |
| 巡航       | 290 kn（537 km/h）                     | LR 282—305 kn（522—565 km/h） Max      | LR 298—351 kn（552—650 km/h） Max      |
| 航程       | 1,330 nmi / 2,463 km                   | 2,270 nmi（4,204 km）                  | 2,240 nmi（4,148 km）                  |
| BFL        | 3,920英尺（1,195米）                   | 3,363英尺（1,025米）                   | 3,180英尺（969米）                     |
| 升限       | 33,000英尺（10,100米）                 | 35,000英尺（10,700米）                 | 41,000英尺（12,500米）                 |
| 爬升率     | 2,380 ft/min / 12.1 m/s                | 2,235 ft/min（11.35 m/s）              | 3,242 ft/min（16.47 m/s）              |
| 翼载       | 37.8磅/sq ft（185/m2）                 | 38.2磅/sq ft（187/m2）                 | 41.1磅/sq ft（201/m2）                 |
| 功重比     | 0.21 kW/kg                             | 0.21 kW/kg                             | 0.28 kW/kg                             |

## 用户
中国民航飞行学院

## 事故
1995年3月23日，中国民航飞行学院夏延ⅢA型B-3624号高级教练机执行洛阳至济南航线训练飞行任务，在济南遥墙机场进近过程中收错定位用导航台，致使飞机严重偏离预定航线，加之空管指挥不当 ，盲目指挥飞机下降到安全高度以下做目视进近，飞机没有近地警告设备，12:18可控飞行撞山。机上2名飞行教员、2 名学员和3 名搭乘人员全部遇难。